# Cryphia eucharista
Cryphia eucharista là một loài bướm đêm trong họ Noctuidae.